# Erich Buck
Pour les articles homonymes, voir Buck.
Erich Buck, né le 5 janvier 1949 à Ravensbourg, est un patineur artistique allemand pratiquant la danse sur glace.

## Biographie

### Carrière sportive
Avec sa sœur Angelika Buck, il est sacré champion d'Europe en 1972, médaillé d'argent aux Mondiaux de 1971, aux Mondiaux de 1972, Mondiaux de 1973, aux Championnats d'Europe de 1970, aux Championnats d'Europe de 1971 et aux Championnats d'Europe de 1973, et médaillé de bronze aux Mondiaux de 1970.

## Palmarès
| Compétitions                        | 1965 | 1966 | 1967 | 1968 | 1969 | 1970 | 1971 | 1972 | 1973 |  |  |  |  |  |
| Jeux olympiques d'hiver             |      |      |      |      |      |      |      |      |      |  |  |  |  |  |
| Championnats du monde               |      |      | 10e  | 8e   | 5e   | 3e   | 2e   | 2e   | 2e   |  |  |  |  |  |
| Championnats d’Europe               |      | 13e  |      | 6e   | 4e   | 2e   | 2e   | 1er  | 2e   |  |  |  |  |  |
| Championnats d’Allemagne de l’Ouest | 4e   | 2e   | 2e   | 1er  | 1er  | 1er  | 1er  | 1er  | 1er  |  |  |  |  |  |
|                                     |      |      |      |      |      |      |      |      |      |  |  |  |  |  |